# The LK
The LK — экспериментальная инди группа из Мальмё, Швеция. LK — это сокращение от Lovekevins, названия группы до выхода в 2008 году в США альбома Vs. the Snow, а также сокращение от их первого названия группы — The Love of Kevin, Colour, Chaos and the Sound of K.
Группа представляет собой дуэт Ола Линдефельта — саунд-художника и Фредрика Халтина — автора песен. Оба выступают сольно, а также управляют микролейблом под названием POL. Они играют мелодичный, электронный инди-рок, построенный из необычно звучащих исструментов, шума и фрагментов акустического звука. Группа упоминалась в Spin, Stereogum, Pitchfork Media и в других изданиях, а также гастролировали в Швеции, Норвегии, Германии, Англии и Соединённых Штатах.
Их альбом Vs. the Snow был выпущен в 2007 году, а в США — 4 марта 2008 года.

## Дискография

### Альбомы
- Vs. the Snow (2007)  Songs I Wish I Had Written / The Kora Records

### Мини-альбомы
- Max Léon (2005) Songs I Wish I Had Written
- Blame the English (2005) Songs I Wish I Had Written
- Private Life of a Cat (2006) Songs I Wish I Had Written